# Coleosporium ligulariae
Coleosporium ligulariae är en svampart som beskrevs av Thüm. 1877. Coleosporium ligulariae ingår i släktet Coleosporium och familjen Coleosporiaceae.   Inga underarter finns listade i Catalogue of Life.